# Dècada del 860 aC
La dècada del 860 aC comprèn el període que va des de l'1 de gener del 869 aC fins al 31 de desembre del 860 aC.

## Esdeveniments
- Unificació d'Urartu.[1]